# Archiboehmeria
Archiboehmeria es un género botánico con una especie de plantas de flores perteneciente a la familia Urticaceae.

## Especies seleccionadas
- Archiboehmeria atrata